# Jochen Mehner
Jochen Max Ferdinand Mehner (* 18. April 1934 in Rastenberg; † 30. Januar 2024) war ein deutscher Flottillenadmiral der Bundesmarine und Unterabteilungsleiter im Bundesnachrichtendienst.

## Leben
Mehner verbrachte seine Kindheit und Schulzeit bis zum Abitur in Huntlosen und Nordenham. Er studierte Betriebswirtschaftslehre in Kiel und Berlin und trat am 3. September 1956 in die Bundeswehr ein, wo er die Offizierausbildung bei der 5. Schiffsstammabteilung in Bremerhaven durchlief mit Zusatzausbildung bei der United States Navy. 1960/61 war er Fernmelde- und Ortungsoffizier auf dem Zerstörer Z 6 Theodor Riedel, 1961/62 Ordonnanz- und Schriftoffizier beim Schiffsübernahmekommando in Kiel und 1962/63 Schiffsoperationsoffizier auf Z 6. Von April 1963 bis August 1965 war er Flaggleutnant beim Befehlshaber der Flotte in Glücksburg, bevor er von September 1965 bis April 1966 am NATO Long Communications Course der Royal Navy in Petersfield teilnahm. Anschließend war er bis September 1967 Lehroffizier an der Marinefernmeldeschule in Flensburg-Mürwik. Von 1967 bis 1969 absolvierte Mehner den 9. Admiralstabslehrgang an der Führungsakademie der Bundeswehr in Hamburg und war danach bis September 1970 erster Wachoffizier auf dem Zerstörer Z 1.
Von Oktober 1970 von März 1973 hatte er eine erste Verwendung im Bundesnachrichtendienst als Referent. Anschließend kehrte er zur Bundeswehr zurück, wo er von Anfang April 1973 bis Ende März 1976 als Fregattenkapitän Kommandant des Zerstörers Z 2 war. Danach war er von Mai 1976 bis März 1977 Referent im Kommando Zerstörerflottille in Kiel. Er folgte eine zweite Verwendung im Bundesnachrichtendienst von April 1977 bis März 1982 als Referatsleiter. Anschließend war er vom 1. April 1982 bis Ende März 1988 war  Stabsabteilungsleiter II (Militärisches Nachrichtenwesen) im Führungsstab der Marine im Bundesministerium der Verteidigung auf der Hardthöhe in Bonn.
Im April 1988 trat Mehner als Flottillenadmiral seine dritte Verwendung im Bundesnachrichtendienst als Unterabteilungsleiter 33 (Militärische Auswertung) im Bundesnachrichtendienst in Pullach im Isartal an als Nachfolger von Georg Bautzmann. Mit Ablauf des März 1992 wurde er in den Ruhestand versetzt.
Mehner war verwitwet und hatte zwei Söhne. Er war Mitglied im Lions Club München Solln und im Deutsch-Amerikanischen Herrenclub München. Er erhielt eine Trauerfeier mit militärischen Ehren.

## Auszeichnungen
- Verdienstkreuz am Bande des Verdienstorden der Bundesrepublik Deutschland
- Ehrenkreuz der Bundeswehr in Gold
- Legion of Merit
- Offizier des Ordre national du Mérite